# Марафон (Айова)
Марафо́н або Марато́н (англ. Marathon) — місто (англ. city) в США, в окрузі Буена-Віста штату Айова. Населення — 230 осіб (2020).

## Географія
Марафон розташований за координатами 42°51′37″ пн. ш. 94°58′58″ зх. д. / 42.86028° пн. ш. 94.98278° зх. д. (42.860269, -94.982869).  За даними Бюро перепису населення США в 2010 році місто мало площу 1,91 км², уся площа — суходіл.

## Демографія
Згідно з переписом 2010 року, у місті мешкало 237 осіб у 121 домогосподарстві у складі 62 родин. Густота населення становила 124 особи/км².  Було 150 помешкань (78/км²).
Расовий склад населення:
| - 98,7 % — білих |

До двох чи більше рас належало 0,8 %. Частка іспаномовних становила 2,5 % від усіх жителів.
За віковим діапазоном населення розподілялося таким чином: 19,4 % — особи молодші 18 років, 58,2 % — особи у віці 18—64 років, 22,4 % — особи у віці 65 років та старші. Медіана віку мешканця становила 49,5 року. На 100 осіб жіночої статі у місті припадало 106,1 чоловіків;  на 100 жінок у віці від 18 років та старших — 112,2 чоловіків також старших 18 років.
Середній дохід на одне домашнє господарство  становив 37 160 доларів США (медіана — 37 250), а середній дохід на одну сім'ю — 42 911 долар (медіана — 43 750). За межею бідності перебувало 37,3 % осіб, у тому числі 59,5 % дітей у віці до 18 років та 6,1 % осіб у віці 65 років та старших.
Цивільне працевлаштоване населення становило 104 особи. Основні галузі зайнятості: освіта, охорона здоров'я та соціальна допомога — 23,1 %, сільське господарство, лісництво, риболовля — 16,3 %, транспорт — 11,5 %, виробництво — 10,6 %.